# San Marcos (Jalisco)
Pour les articles homonymes, voir San Marcos.
 San Marcos est un village et une municipalité de l'État de Jalisco au Mexique.
La municipalité a 3 783 habitants en 2015.

## Démographie
En 2010, la municipalité compte 29 localités habitées et 3 533 habitants pour une superficie de 292,85 km2. Le chef lieu San Marcos (3 383 habitants en 2010) rassemble l'essentiel de la population, 90% de la population est urbaine. Viennent ensuite des localités beaucoup moins peuplées telles que La Puerta del Coche, San Isidro et Las Cebollas qui ont en 2010 respectivement 114, 32 et 30 habitants.
Au recensement de 2015, la population de la municipalité passe à 3 783 habitants.

## Géographie
San Marcos est située à 1 347 m d'altitude, à une centaine de kilomètres à l'est de Guadalajara.
La municipalité est limitrophe de l'État de Nayarit et entourée par d'autres municipalités de l'État de Jalisco.
|                   | Magdalena  |          |
| (État de Nayarit) | San Marcos | Etzatlán |
|                   | Ameca      | Etzatlán |

La municipalité est en grande partie montagneuse : seulement 30 % du territoire se trouve entre 1 300 et 1 500 m d'altitude contre 25 % entre 1 500 et 1 650 m d'altitude et 45 % entre 1 650 et 1 800 m.
On y trouve des gisements de cuivre, des mines d'argent et des carrières.
Au total, un quart de la surface est utilisée pour l'agriculture et l'élevage alors qu'il y a 2 607 ha de forêts de pins, chênes, frênes, eucalyptus et mesquites.
La faune comprend notamment des renards, cerfs, chats sauvages, coyotes, ratons laveurs, blaireaux, lièvres, lapins et des oiseaux tels que pigeons et canards.
Le climat est relativement sec et chaud.
La température moyenne annuelle est de 19,5 °C.
Les précipitations annuelles moyennes sont de 1 081,1 mm.
Il pleut principalement de juin à octobre.

## Histoire
À l'époque préhispanique, San Marcos est une ville toltèque du nom de Chistic ou Xictic, qui dépend de Tonallán.
Le frère Antonio de Jesús du couvent d'Etzatlán fonde l'église de San Marcos le 28 juin 1740 pour la communauté exploitant les gisements d'or aux environs, communauté qui comprend une vingtaine d'Espagnols et plus de cinquante Indiens.
En 1888, San Marcos est mentionnée comme village et bureau électoral dépendant de la municipalité d'Etzatlán.
San Marcos devient le siège d'une municipalité à part entière le 1er janvier 1908.
En 1995, la municipalité adopte un blason reflétant les activités principales de ses habitants — l'agriculture, l'élevage et la poterie — accompagnées d'un lion qui représente saint Marc, le saint patron de la communauté.

## Points d'intérêt
Les cultures locales produisent du maïs et du sorgho, des pois chiches, des avocats et des oranges. La région se consacre aussi à la production de miel, à l'élevage du bétail (bovins de boucherie, vaches laitières et porcins) et à l'élevage des volailles pour la viande et les œufs.
La fabrication des produits laitiers se fait sur place.
La station « Agua Blanco » est connue pour ses beaux paysages et sa baignade qui reste en eau toute l'année.
La forme San Marcos du poisson d'aquarium Xenotoca eiseni est originaire de la municipalité[réf. souhaitée].

## Jumelage
- Bollullos de la Mitación ( Espagne) : San Marcos fait partie des onze municipalités mexicaines avec lesquelles Bollullos a un programme de coopération et d'échanges car elles ont été évangélisées par le franciscain Juan Calero (es) né en 1500 à Bollullos de la Mitación[3].